# 吉泽恋
吉泽恋（日语：／ Yoshizawa Coco，2009年9月22日—），神奈川县相模原市出身，日本女子滑板运动员。7岁时开始练习滑板，14歲時於2024年夏季奥林匹克运动会取得女子街式滑板金牌。

## 運動生涯
吉泽恋於2009年9月22日在神奈川縣出生，在相模原市成長。她受到哥哥的影響，七歲時開始接觸滑板運動，她一開始只是因為好玩而玩滑板，在公園中學習滑板的技巧。吉泽恋在11歲時，和家人看了2020年東京奧運，看到13歲奧運金牌得主西矢椛的表現，其比賽中使用的技巧是吉泽恋已經會用的技巧。她當時還沒有手機，也沒有使用社交軟體，因此「她沒有融入滑板文化，她和她的家人也不知道她的技巧好到什麼程度」。
之後吉泽恋開始參加滑板比賽，她在2021年參加日本滑板錦標賽，獲得第5名，吉泽恋在2022年參加了日本公開賽，獲得第8名她在2023年的Uprising Tokyo中得到第2名，並在世界滑板錦標賽中獲得第5名。吉泽恋在2024年杜拜的世界滑板大賽中，在街頭滑板項目中獲得銅牌。之後參加2024奧運資格賽，在第一輪比賽中排名第3，第二輪比賽中排名第1，在14歲時取得2024年奧運的參賽資格。
吉泽恋在2024年奧運的準決賽中，以258.92分排名第一，獲得決賽資格。在決賽中 以272.75分的成績，勝過赤間凛音及赖萨·莱亚尔，得到金牌。雖作為世界級滑板選手，然而吉泽恋沒有贊助商、經紀公司，所屬公司是一家當地滑板用品專門店" ACT SB "，故此出國參與奧運比賽的費用亦須由家人分擔支付。

## 外部連結
- 吉泽恋的Instagram帳戶